# El Frío
El Frío är en ort i Mexiko.   Den ligger i kommunen General Heliodoro Castillo och delstaten Guerrero, i den södra delen av landet, 230 km sydväst om huvudstaden Mexico City. El Frío ligger 2 061 meter över havet och antalet invånare är 429.
Terrängen runt El Frío är bergig söderut, men norrut är den kuperad. Runt El Frío är det ganska glesbefolkat, med 21 invånare per kvadratkilometer. Närmaste större samhälle är Campo Morado, 3,9 km väster om El Frío. I omgivningarna runt El Frío växer i huvudsak blandskog.